# Catálisis bifásica acuosa
La catálisis bifásica acuosa (también conocida por sus siglas CBA) es un método utilizado cuando se necesita mezclar una serie de reactivos que no son solubles en el mismo disolvente. Esto ocurre cuando uno de los reactivos es un anión (y algunas moléculas neutras como H2O2 y complejos de metales de transición como RhCl3) soluble en agua pero no en disolventes orgánicos, y el otro reactivo es un compuesto orgánico que no suele ser soluble en agua. De este modo, el sistema está formado por dos disolventes inmiscibles entre sí, que aunque se agite vigorosamente, muestra poca tendencia a reaccionar, ya que ambos reactivos permanecen en dos fases separadas.	
Para que la reacción tenga lugar es necesaria la adición de un agente de transferencia (agente de transferencia en inglés), el cual se asocia al reactivo en la fase acuosa y lo transfiere a la fase orgánica. Normalmente, estos agentes son sustancias orgánicas, frecuentemente sales de amonio o fosfonio cuaternarias, que no sólo facilitan la reacción, sino que aumentan su velocidad varios órdenes de magnitud. Esto es debido a varios factores: 
La poca o nula solvatación de los aniones/moléculas neutras en la fase orgánica (provocando la disminución de la energía de activación).
El par iónico formado entre el agente de transferencia y el anión/molécula neutra se encuentra débilmente asociado, no impidiendo la reacción con la molécula orgánica.

## Ventajas
El empleo de CBA permite conseguir: 
- Una alta reactividad (los reactivos se encuentran en la misma fase con baja hidratación y formando un par iónico suelto.
- Se puede usar un amplio rango de disolventes o incluso eliminarlos (un catalizador de amonio cuaternario apropiadamente elegido puede extraer casi cualquier anión en casi cualquier medio orgánico, incluso en procesos sin disolvente.
- Posibilidad de empleo de reactivos sensibles al agua (fosgeno, cloruro de benzoílo, ésteres y sulfatos de dimetilo, ya que están protegidos en el seno de la fase orgánica de la fase acuosa por la tensión interfacial).

una mayor selectividad (una menor energía de activación permite la reducción del tiempo y la temperatura de reacción).
- Posibilidad de usar bases más baratas y menos peligrosas (el hidróxido es fácilmente transferido y activado en casi todos los disolventes orgánicos).

Por todas estas razones, la CBA resulta muy útil desde el punto de vista de la química sostenible.

## Aplicaciones industriales
Hay cientos de aplicaciones industriales de la CBA y fueron comercializadas debido a sus ventajas sobre otras técnicas. Entre estas aplicaciones tenemos: 
La productividad es del orden de 16 tons/h, el rendimiento es del 99,2 % y el NaOH que se usa en exceso es de sólo 0,8 moles %.
Gran aumento en la seguridad medioambiental puesto que se reduce el exceso de fosgeno en un 94 %. Se permite reducir la hidrólisis del fosgeno/cloroformiato hasta 200 veces, según la patente de General Electric.